# Karchemiš
Karchemiš (chetitsky: Kargamiš; řecky: Εὔρωπος; Latinsky: Europus) bylo důležitým starověkým městem za mitannské i chetitské říše a rozkládalo se na dnešní hranici mezi Tureckem a Sýrií. Bylo svědkem důležité starověké bitvy mezi Babyloňany a Egypťany – bitvy, o které vypovídá i Bible. Podle některých zdrojů ho místní obyvatelé nazývali Jarablos (nebo také Jaráblos)  a spojují ho tak s biblickým městem Jerablus; pozměněná forma tohoto jména je Djerabis. A skutečně, jižně od turecko-syrské hranice leží město Džarábulus; na druhé straně hranice najdeme turecké město Karkamis.

## Lokalita

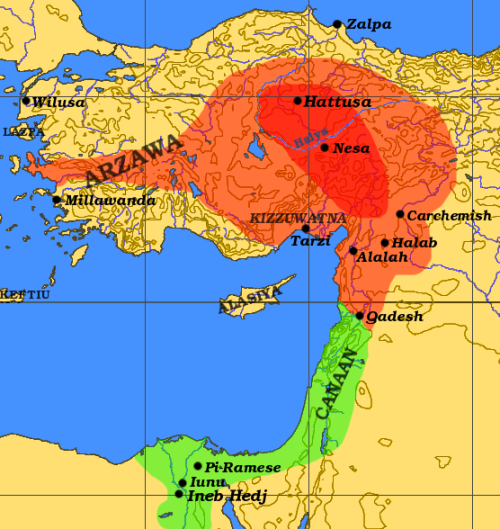
Chetitská říše a její centra: zeleně oblast pod vládou Egypta (cca 1300 př. n. l.)

Karchemiš je nyní rozsáhlým rozvaliništěm na západním břehu řeky Eufrat, asi 60 km jihovýchodně od Gaziantepu v Turecku a 100 km severovýchodně od Aleppa v Sýrii. Lokalita se nachází na tureckém území nedaleko hranic obou zemí. Turecká armáda vybudovala vojenskou základnu přímo na karchemišském akropolis a vstup na místo je proto nyní zakázán. Díky odhadované velikosti původního města je možné, že část naleziště se nachází i na syrském území.
V období starověku město ovládalo hlavní brod přes řeku Eufrat, což zajisté velmi přispělo k jeho historické a strategické důležitosti.

## Historie
Místo bylo obýváno od období neolitu, s nálezy keramiky datovanými do období kolem roku 3000 př. n. l. a hroby z mladší doby bronzové – přibližně 2300 př. n. l.
Město je zmiňováno v archívech z Ebly, z období okolo 3000 př. n. l. Podle dokumentů z archívů měst Mari a Alalach, pocházejících přibližně z roku 1800 př. n. l., Karchemiši vládl král Aplahanda a bylo významným střediskem obchodu se dřevem. Město mělo smluvní vztahy s Ugaritem a Mitanni (Hanilgabat).
Faraon Thutmose I. z 18. dynastie vztyčil nedaleko Karchemiše stélu na oslavu svého dobytí Sýrie a dalších oblastí za Eufratem. Někdy během vlády faraóna Achnatona byl Karchemiš obsazen chetitským králem Šuppiluliumašem I. (14. století př. n. l.), jenž ve městě ustanovil království, které přenechal svému synu Pijaššilimu.
Město se stalo jedním z nejdůležitějších center Chetitské říše v pozdní době bronzové a dosáhlo svého vrcholu během 11. století př. n. l. Zatímco Chetitská říše se rozpadla pod tlakem útoků tzv. mořských národů na sklonku doby bronzové, Karchemiš jejich útoky přestál a udržel si status centra obchodu „Novochetitského“ království i za doby železné. I když Ramesse III. v nápisech datovaných k osmému roku jeho vlády (nápisy v pohřebním chrámu Medinet Habu) uvádí, že Karchemiš byl zničen mořskými národy, město tento nápor evidentně přežilo. Je doložena vláda krále Kuzi-tesupa, syna Talmi-tešubova – současníka posledního přežívajícího chetitského krále Šuppiluliumaše II.. On a jeho následníci panovali malému království, rozprostírajícímu se mezi západním břehem Eufratu a severní Sýrií, a užívali titulu ‚Velký Král‘. To napovídá, že Kazi-Tesub se považoval za přímého pokračovatele linie Šuppiluliumaše I. a že centrální dynastie v Chattušaši nebyla funkční.

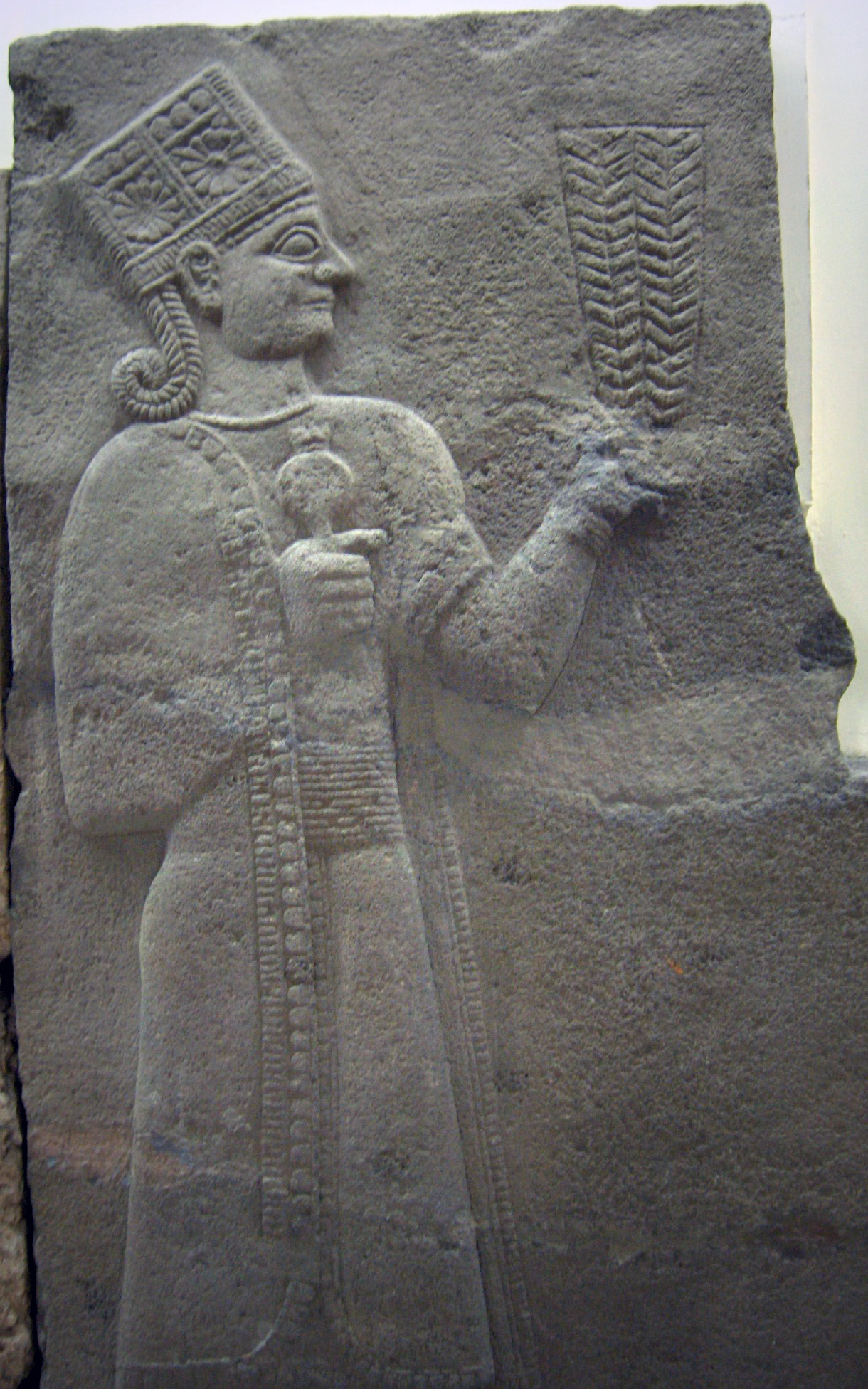
Reliéf znázorňující bohyni Kubabu

Toto království existovalo v období od asi 1175 do 10. století př. n. l., kdy ztratilo kontrolu nad dobytým územím a stalo se opět jen městským státem s kontrolou pouze nad oblastí přilehlou k vlastnímu městu.
Bohyní a patronkou Karchemiše byla za Chetitů Kubaba, podle všeho churritského původu. Byla zobrazována jako ušlechtilá dáma oblečená v dlouhou róbu, stojící či sedící a držící zrcadlo.
V 9. století př. n. l. město odvádělo poplatky asyrským králům Aššurnasirpalu II. a Salmanassaru III., a bylo dobyto Sargonem II. roku 717 př. n. l., za vlády krále Pisirise.
V létě roku 605 př. n. l. (někdy uváděno roku 607 př. n. l.) zde proběhla důležitá bitva mezi babylonskou armádou Nebukadnesara II. a vojsky egyptského faraona Neka II. Jer 46, 2 (Kral, ČEP) – tzv. Bitva u Karchemiše.
Cílem Nekoovy kampaně bylo zastavit postup babylonského vlivu směrem na západ a odstřihnout je od obchodních cest přes Eufrat. Egypťané však byli poraženi díky překvapivému útoku Babyloňanů a byli ze Sýrie vytlačeni.

## Archeologické nálezy
Karchemiš byl badatelům vždy dobře znám díky několika zmínkám v Bibli (Jer. 46:2, 2 Par. 35:20, Iza. 10:9) a v egyptských nebo asyrských textech. Přesto jeho lokalita byla objevena až roku 1876 Georgem Smithem.
Na místě se začaly provádět vykopávky (sponzorované Britským muzeem) mezi lety 1911 a 1914, za účasti D. G. Hogartha, R. C. Thompsona a T. E. Lawrence („Lawrence z Arábie“). Tyto expedice obnažily velký počet pozůstatků z asyrského a novochetitského období; obranné valy, chrámy, paláce a početné čedičové sochy a reliéfy s luvianskými hieroglyfy.

## Králové Karchemiše
- Pijaššilis, nebo Šarri-Kušuk, syn chetitského krále Šuppiluliumaše I. (cca 1315 př. n. l.)
- […]sharruma, syn Pijaššilise
- „Lawrence z Arábie“ T. E. Lawrence (vlevo), zachycen při vykopávkách v Karchemiši roku 1913Šarkurunuva, syn Pijaššilise

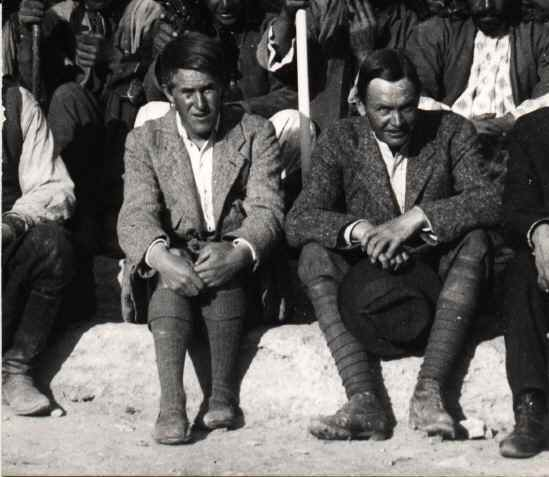
„Lawrence z Arábie“ T. E. Lawrence (vlevo), zachycen při vykopávkách v Karchemiši roku 1913

- Ini-Tešub I (kolem 1230 př. n. l.)
- Talmi-Tešub (kolem 1200 př. n. l.)
- Kuzi-Tešub (kolem 1170 př. n. l.), obdržel titul ‚Velký Král‘ po pádu Chetitů
- Ini-Tešub II (kolem 1100 př. n. l.)
- Tudhalija (kolem 1100 př. n. l., před i po Ini-Tešubovi II.)
- […]pazitis
- Ura-Tarhunzas
- Suhis I.
- Astuvatamanzas
- Suhis II
- Katuwas (kolem 900 př. n. l.)
- Sangara (870–848 př. n. l.)
- Astiruvas (kolem 840 př. n. l.)
- Jariris nebo Araras (kolem 815 př. n. l.)
- Kamanis (kolem 790 př. n. l.)
- Sasturas (kolem 760 př. n. l.)
- Pisiris (kolem 730 př. n. l), poslední král, poražen roku 717 př. n. l. Sargonem II.